# Gordyj (cacciatorpediniere 1937)
Il Gordyj fu un cacciatorpediniere della Voenno-morskoj flot, entrato in servizio nel dicembre 1938 come parte della classe Gnevnyj.
Assegnato alla Flotta del Baltico, il cacciatorpediniere partecipò alle operazioni del teatro del mar Baltico della seconda guerra mondiale, prendendo parte in particolare all'evacuazione di Tallinn e all'assedio di Leningrado. Il 14 novembre 1941, mentre era diretto ad Hanko per evacuarne la guarnigione sovietica, il cacciatorpediniere urtò due mine nel Golfo di Finlandia, affondando rapidamente con gravi perdite umane tra il suo equipaggio.

## Storia
Ordinata nell'ambito del secondo piano quinquennale del 1933, la nave venne impostata il 25 giugno 1935 al Cantiere navale No. 190 (Ždanov) di Leningrado con il numero di scalo 514; l'unità fu poi varata il 10 giugno 1937 con il nome di Gordyj (Гордый, "orgoglioso" in lingua russa) ed entrò in servizio il 23 dicembre 1938 con la Flotta del Baltico.
Dopo lo scoppio della guerra d'inverno nel novembre 1939 la nave servì nel Golfo di Finlandia in missioni di scorta e pattugliamento, senza far registrare scontri con il nemico. Il 23 giugno 1941, un giorno dopo l'inizio dell'invasione tedesca dell'Unione Sovietica, il Gordyj fu incaricato di coprire la posa dei campi minati difensivi sovietici all'imbocatura del Golfo di Finlandia, in squadra con le unità della 1ª Divisione del "Distaccamento Forze Leggere" della Flotta del Baltico; la formazione incappò il 24 luglio in un campo minato tedesco posato 16 o 18 miglia nautiche a nord-ovest del Faro di Tahkuna sull'isola estone di Hiiumaa: il Gordyj subì alcuni danni leggeri dopo che il suo paramine ebbe fatto detonare un ordigno, ma il gemello Gnevnyj ebbe la prua asportata di netto da un'esplosione e dovette essere abbandonato. Il Gordyj recuperò l'equipaggio del compagno, e lasciò la scena dopo aver avvistato un possibile periscopio di un sommergibile nemico contro cui venne fatto inutilmente fuoco; più avanti quello stesso giorno il cacciatorpediniere riportò altri danni leggeri dopo aver fatto detonare altri due ordigni con il suo paramine. In seguito il Gordyj partecipò agli scontri per la difesa di Tallinn, come pure in missioni di posa di mine.
Il 13 luglio la nave partecipò a un attacco contro mezzi da sbarco tedeschi avvistati al largo della foce del Daugava, ma senza successo. Insieme all'incrociatore Kirov, ai cacciatorpediniere conduttore Leningrad e Minsk e diversi altri cacciatorpediniere, tra il 24 e il 26 agosto il Gordyj coprì l'evacuazione di Tallinn ad opera dei reparti sovietici, sparando 253 colpi di grosso calibro contro le unità tedesche avanzanti. Salpato da Tallinn il 28 agosto come parte della forza principale guidata dal Kirov, il Gordyj fece detonare una mina navale con il suo paramine: l'esplosione causò gravi danni allo scafo e provocò un allagamento dei locali macchine con 420 tonnellate di acqua. Il comandante dell'unità, capitano di corvetta (kapitan 3-go ranga) Yevgeny Yefet, ordinò a 45 specialisti di rimanere a bordo del cacciatorpediniere mentre il resto dell'equipaggio veniva evacuato a bordo del dragamine Gak; l'immobile Gordyj fu poi preso a rimorchio dal cacciatorpediniere Svirepyj e trainato lentamente in direzione di Kronštadt, azione che richiese due giorni per essere portata a termine visto che le unità dovevano sostare nelle ore di buio. Durante il tragitto i due cacciatorpediniere furono oggetto di costanti attacchi da parte di velivoli tedeschi, al punto che il Gordyj esaurì l'intero munizionamento antiaereo presente a bordo, ma giunsero a destinazione senza altri danni.
A Kronštadt il Gordyj fu messo in un bacino di carenaggio per le riparazioni, ma subì ulteriori danni durante un attacco aereo tedesco sulla base il 21 settembre; nove giorni più tardi la nave fu spostata a Leningrado per completare le sue riparazioni, rientrando ufficialmente in servizio l'8 ottobre. Dislocato al largo di Ust-Izhora il 14 ottobre per fornire fuoco d'appoggio ai reparti sovietici impegnati nella difesa di Leningrado, il Gordyj cannoneggiò le postazioni tedesche tra il 20 e il 25 ottobre durante un contrattacco locale nel settore di Sinjavino. Nel corso del 1941 la nave sparò non meno di 349 colpi da 130 mm in appoggio ai reparti a terra.
Il 13 novembre 1941 il cacciatorpediniere salpò da Gogland per dirigere su Hanko come parte del quarto convoglio navale incaricato di evacuare la guarnigione sovietica della base, tagliata fuori e assediata dalle forze finlandesi. Poco dopo la partenza le navi incapparono in un campo minato e il cacciatorpediniere Surovyj che guidava il convoglio fu spezzato in due e affondato dallo scoppio di un ordigno; il Gordyj assunse quindi la direzione dell'operazione ponendosi in testa al convoglio. La mattina seguente il cacciatorpediniere fece detonare un ordigno con il suo paramine, senza conseguenze; dieci minuti dopo, alle 03:30, la nave urtò però una seconda mina: l'esplosione coinvolse la sala caldaie di prua e il locale macchine subito dietro, uccidendo tutti i marinai qui presenti e lasciando la nave senza propulsione. Il Gordyj accusò uno sbandamento di 30°, poi calato a 10° dopo aver allagato i locali dal lato opposto dello squarcio; la nave si manteneva a galla grazie alle sue paratie stagne, ma il comandante Yefet decise comunque di avviarne l'abbandono. Mentre procedeva alla deriva, il Gordyj urtò di poppa un'altra mina che ne causò un rapido affondamento nella posizione 59° 47' N, 25° 09' E; le altre navi del convoglio riuscirono a salvare 76 membri dell'equipaggio mentre un'altra dozzina riuscì a raggiungere Gogland con una imbarcazione di salvataggio, ma tra le vittime si contò anche il comandante Yefet. La nave fu ufficialmente cancellata dai registri navali sovietici il 19 novembre seguente.